# Carlo Caputo
Carlo Caputo (ur. 4 listopada 1843 w Neapolu, zm. 27 września 1908 tamże) – włoski duchowny rzymskokatolicki, biskup Monopoli oraz Aversy, prałat terytorialny Acquaviva delle Fonti oraz Altamury, arcybiskup tytularny, dyplomata papieski.

## Biografia
16 marca 1867 z rąk arcybiskupa neapolitańskiego kard. Sisto Riario Sforzy otrzymał święcenia prezbiteriatu.
15 marca 1883 papież Leon XIII mianował go biskupem Monopoli. 1 kwietnia 1883 w kościele św. Marii Magdaleny w Rzymie przyjął sakrę biskupią z rąk sekretarza Świętej Kongregacji Rzymskiej i Powszechnej Inkwizycji kard. Luigiego Marii Bilio B. Współkonsekratorami byli wielki jałmużnik papieski abp Alessandro Sanminiatelli Zabarella oraz substytut Sekretariatu Stanu abp Mario Mocenni.
7 czerwca 1886 przeniesiony został na biskupstwo Aversy w jego rodzinnej metropolii Neapolu. Zrezygnował z niego 19 kwietnia 1897. Został wówczas arcybiskupem tytularnym nicomedyjskim.
19 kwietnia 1897 lub w 1902 został prałatem terytorialnym połączonych unią personalną prałatur terytorialnych Acquaviva delle Fonti oraz Altamury. Był ich ordynariuszem do czasu nominacji na nuncjusza apostolskiego.
14 stycznia 1904 papież Pius X mianował go nuncjuszem apostolskim w Bawarii. Urząd ten pełnił do 24 sierpnia 1907.